# Palazzo del parlamento scozzese
Il palazzo del parlamento scozzese (in gaelico scozzese Pàrlamaid na h-Alba; in scozzese Scots Pairlament Biggin) è un edificio che ospita la sede del Parlamento scozzese situato a Holyrood, all'interno del sito patrimonio mondiale dell'UNESCO, nel centro di Edimburgo. L'edificio è costato circa 414 milioni di sterline.

## Descrizione

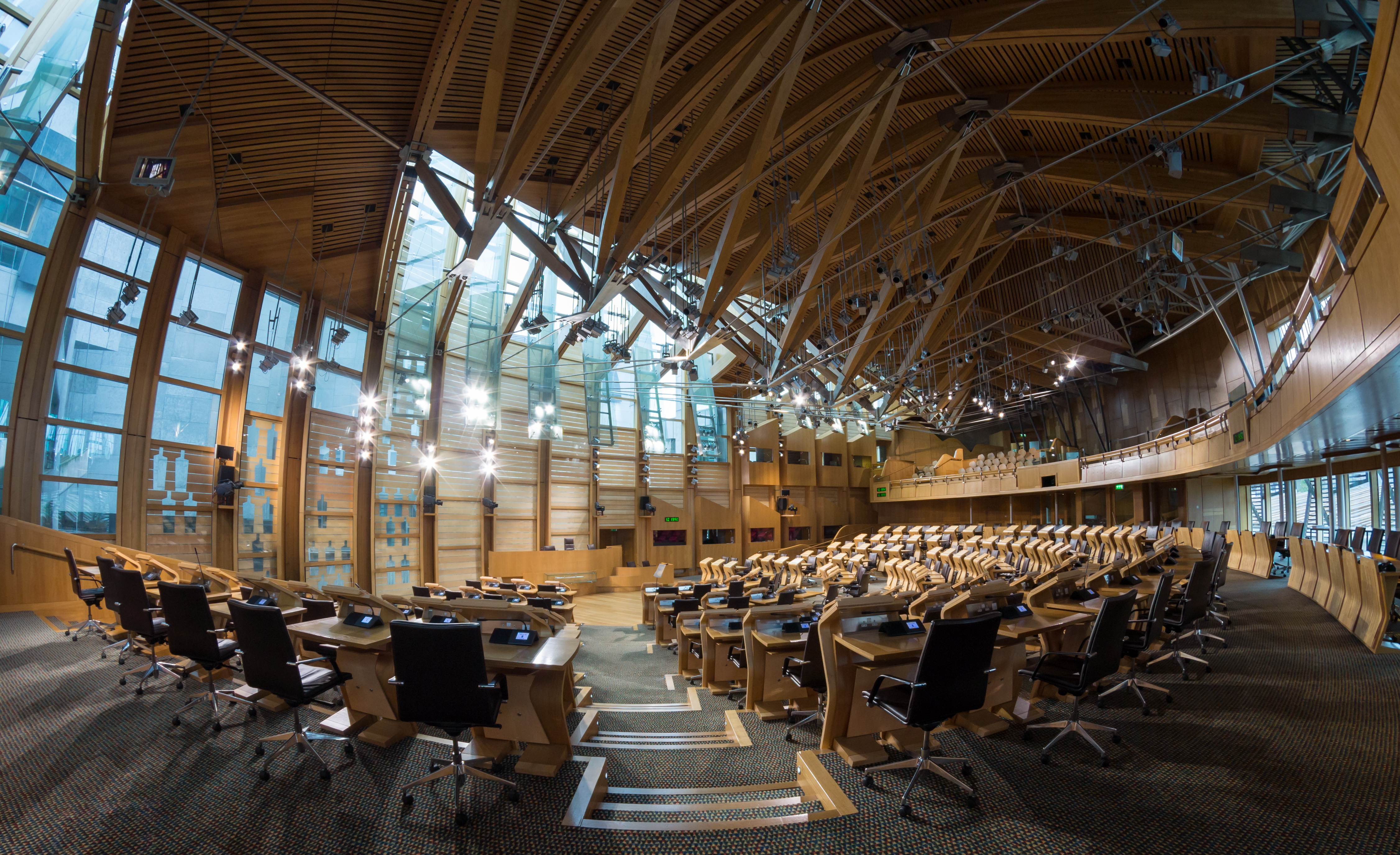
Interno del palazzo

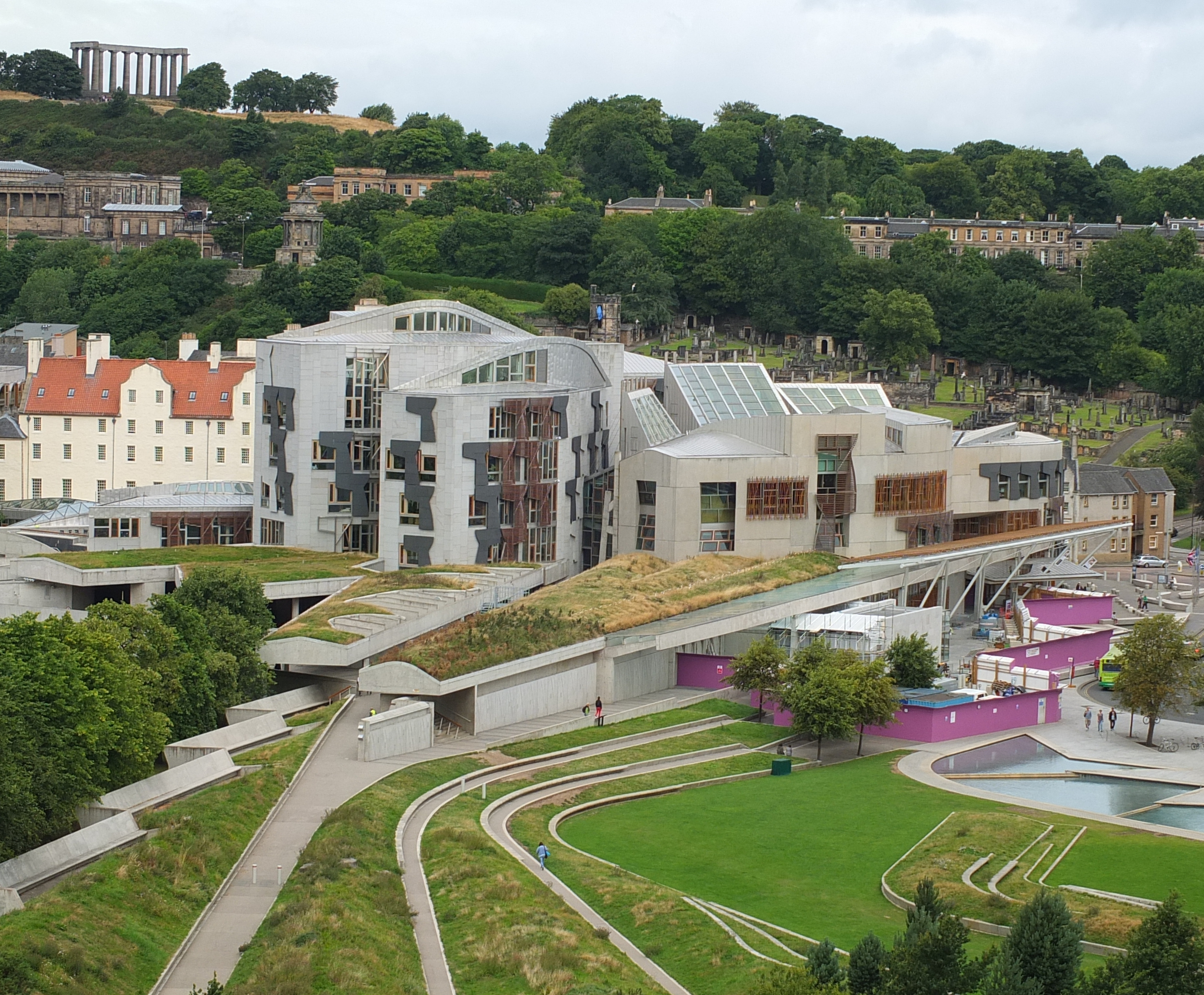
Vista panoramica del complesso

La costruzione dell'edificio è iniziata nel giugno 1999 e i membri del Parlamento scozzese (MSP) hanno tenuto il loro primo dibattito nel nuovo edificio il 7 settembre 2004. L'inaugurazione formale avvenuta con la presenza della regina Elisabetta II si è svolta il 9 ottobre 2004. L'edificio è stato progettato dall'architetto catalano Enric Miralles, che morì prima che l'opera fosse compiuta.
Dal 1999 fino all'inaugurazione del nuovo edificio nel 2004, le aule e la sala di dibattito del Parlamento scozzese sono state ospitate nella Sala delle Assemblee Generali della Chiesa di Scozia, situata a The Mound a Edimburgo. Gli uffici sono stati collocati in edifici presi in affitto dal comune di Edimburgo. Il nuovo Palazzo del Parlamento scozzese riuniva le varie sedi e uffici amministrativi parlamentari in un unico complesso appositamente costruito, che ospitava 129 parlamentari e più di 1.000 impiegati e funzionari.
Fin dall'inizio, l'edificio e la sua costruzione sono stati controversi. La scelte della location, del architetto, del design e della società di costruzioni sono state tutte criticate da politici, dai media e dal popolo scozzese. La sua apertura era prevista per il 2001, per poi essere posticipata nel 2004, con oltre tre anni di ritardo con un costo finale stimato di 414 milioni di sterline, superiore alle stime iniziali comprese tra i 10 milioni e i 40 milioni di sterline. Il Palazzo del Parlamento ha vinto numerosi premi tra cui lo Stirling Prize 2005 ed è stato descritto dall'architetto paesaggista Charles Jencks come "un insieme di arte e qualità senza pari negli ultimi 100 anni di architettura britannica".